# Пуентедура
Пуентедура (ісп. Puentedura) — муніципалітет в Іспанії, у складі автономної спільноти Кастилія-і-Леон, у провінції Бургос. Населення — 123 особи (2010).
Муніципалітет розташований на відстані близько 180 км на північ від Мадрида, 36 км на південь від Бургоса.

## Демографія
Динаміка населення (INE ):